# Вартан Гунанян
Вартан Гунанян (пол. Wartan Hunanian; 1644, Токат, Західна Вірменія, Османська імперія — 8 червня 1715 , Львів, Руське воєводство, Річ Посполита) — католицький архієпископ львівський вірменського обряду.

## Біографія
Народився в 1644 році в Токаті.
До Львова з Ечміадзіну як диякон прибув 1665 р., супроводжуючи легата католикоса Павла з Токату. Освіту отримав у Львівському вірменському колегіумі театинців, у Папському колегіумі в Римі, де здобув ступінь доктора теології в Колегіум Урбанум де Пронаганда Фіде.
У травні 1675 р. висвячений архиєпископом Миколою Торосевичем на титулярного єпископа Єпіфанії у Кілікії і призначений єпископом-коад'ютором Львівської вірменської дієцезії. До Львова прибув 24 жовтня 1675.
У 1677 р. поїхав до Великої Вірменії (покинув Львів 5 червня) через непорозуміння з М. Торосевичем, який ставився до нього неприхильно. У Вірменії був заарештований та битий, перебував у в'язниці, за чим наглядав перський патріарх Егіазар. Ечміадзінський патріарх постановив не відпускати Гунаняна до Льввоа, сподіваючись унії з Римом під час «ваканту».
До Львова повернувся лише 2 жовтня 1686 р. за втручання Папи Інокентія ХІ та дипломатичної «інтервенції» Яна Собеського у патріарха Егіазара. Зокрема, 17 грудня 1685 був у Алеппо.
За його урядування 1692 року до Львова було перенесено чудотворну ікону Язловецької Матері Божої.
Помер у травні 1715 року в Львові, похований у вірменській катедрі у Львові.